# Ouriçangas
Ouriçangas este un oraș în statul Bahia (BA) din Brazilia.